# Гарніга-Терме
Гарніга-Терме, Ґарніґа-Терме (італ. Garniga Terme) — муніципалітет в Італії, у регіоні Трентіно-Альто-Адідже,  провінція Тренто.
Гарніга-Терме розташована на відстані близько 470 км на північ від Рима, 8 км на південь від Тренто.
Населення — 374 особи (2014).
Покровитель — Sacro Cuore di Gesù.

## Демографія
Населення за роками:

Станом на 1 січня 2023 року в муніципалітеті офіційно проживало 9 іноземців з 6 країн, серед них 5 громадян країн Євросоюзу.

## Сусідні муніципалітети
- Альдено
- Чимоне
- Тренто